# Holzkirchen (Alling)
Holzkirchen ist ein Gemeindeteil von Alling im oberbayerischen Landkreis Fürstenfeldbruck.

## Geographie
Das Kirchdorf Holzkirchen liegt circa einen Kilometer südöstlich von Alling.

## Geschichte
Eine erste schriftliche Erwähnung des Ortes als „Holzchirchen“ findet sich 1184/86 in den Traditionen des Klosters Schäftlarn.

## Baudenkmäler
Siehe auch: Liste der Baudenkmäler in Holzkirchen
- Katholische Filialkirche St. Peter und Paul, erbaut um 1520
- Hofmarkschloss Holzkirchen

## Bodendenkmäler
Siehe: Liste der Bodendenkmäler in Alling